# Kowloon Reservoirs
Kowloon Reservoirs (kinesiska: 九龍水塘, 九龙水塘) är en reservoar i Hongkong (Kina). Den ligger i den norra delen av Hongkong. Kowloon Reservoirs ligger 138 meter över havet. Den ligger vid sjön Byewash Reservoir. I omgivningarna runt Kowloon Reservoirs växer i huvudsak städsegrön lövskog.